# Charlie Hebdo
A Charlie Hebdo szatirikus francia hetilap, amely jellemzően karikatúrákat, riportokat, vitákat, tréfákat közöl.
A lap tiszteletlen és nonkonformista stílusáról ismert, erősen valláskritikus és baloldali hangvételű publikációinak célkeresztjében gyakran a szélsőjobboldal, a kereszténység, a judaizmus, az iszlám, illetve a francia politikai és kulturális élet áll.
1969-ben jelent meg először Hara-Kiri Hebdo (Heti harakiri) néven, de 1970-ben Charles de Gaulle francia elnök halálának kigúnyolása miatt a keményvonalas, jobboldali Raymond Marcellin francia belügyminiszter betiltotta. Ekkor Charlie Hebdóra (Heti Charlie) változtatták a nevüket, hogy újraindulhasson a lap, majd 1981-től megfelelő olvasottság hiányában szünetelt. 1992-től ismét megjelenik. Rendszeres megjelenési napja szerda, de vannak különkiadásai is.

## Vallásellenes megnyilvánulásai
A Charlie Hebdo a sajtószabadságot tágan értelmezve rendszeresen támadta a nagy egyházakat, különösen azok szélsőséges követőit. „Ki akarjuk nevetni a szélsőségeket – minden szélsőséget. Lehetnek muszlimok, zsidók, keresztények” – nyilatkozta 2012-ben Laurent Leger újságíró.
A 2011. április 20-i címlapjukon a világvallások szent könyveit, a Bibliát, a Koránt és a Tórát vécépapírként ábrázolták.
2007-ben olyan címlappal jelentek meg, melyen egy-egy szöges bakancsot viselő zsidó rabbi, katolikus püspök és muszlim imám ordítva követeli az újság betiltását.

### Iszlámkritika
Több más európai újsággal együtt 2006 februárjában a Charlie Hebdo is bemutatta az eredetileg a dán Jyllands-Posten című lapban közölt 12 Mohamed-karikatúrát.
2011 novemberében az újság különkiadásban jelent meg Sharia Hebdo címmel, amely az iszlám saría nevű erkölcsi és vallási vezérelvének kifigurázása. A kiadás szerkesztőjeként Mohamed volt megjelölve, és ismét karikatúrákat adtak közre az iszlám alapító prófétájáról. A lap a saría jog líbiai bevezetésére és az iszlám párt tunéziai győzelmére adott reakció volt. A „szerkesztő” Mohamedet jó kedélyű emberként ábrázolják, aki elítéli a legutóbbi választások eredményét, valamint a politika és vallás szétválasztására hívja fel a figyelmet, miközben azt állítja, hogy az iszlám összeegyeztethető a humorral. November 2-án a szerkesztőségben robbantás történt, és a honlapjukat is támadás érte. A magazin reakciója a támadásra az volt, hogy a szokásos példányszám négyszeresében nyomtatta ki az újságot.
2012 szeptemberében, miközben az iszlámellenes Innocence of Muslims film ellen tiltakozók több amerikai nagykövetséget is megtámadtak a Közel-Keleten, újabb Mohamed-karikatúrákat közöltek.
A 2015. január 7-én megölt újságíró, Stéphane Charbonnier (Charb) úgy vélte: „Valójában senki sem tud semmit Mohamedről vagy erről a vallásról. Egy vallásról, amely megrémíti az embereket, mert mindig, amikor szóba kerül, egy szélsőséges kisebbség által elkövetett támadás társul hozzá. Ezért szerintem azzal kellett volna kezdenünk, hogy megismerjük Mohamedet és az iszlámot, mielőtt nevetünk rajtuk vagy velük.”

### Kereszténységkritika
A katolikus egyház számos támadást kapott a laptól. A Szentháromságot, Jézust, a pápát és a papságot rendszeresen kigúnyolta, a címlapokon obszcén helyzetekben ábrázolva őket. 2014 decemberében a megszületett kis Jézust nyilvános vécében fekve ábrázolták, és különszámot adtak ki, amelyben erotikus sztoriként mesélték el Jézus születését, és gyerekgyilkosnak, hiperaktív gyerekkirálynak és férfiak megvakítójának nevezték.
Az újságot 13 esetben perelték be különféle katolikus szervezetek a kereszténység megsértése miatt.

### Zsidóságkritika
Az újság a zsidó vallással is viccelődött. A 2012. szeptember 19-i szám címlapján egy ortodox zsidó tol egy kerekesszékben ülő arabot, és azt mondják: „Tilos gúnyolódni!”

## A 2015. január 7-i terrortámadás

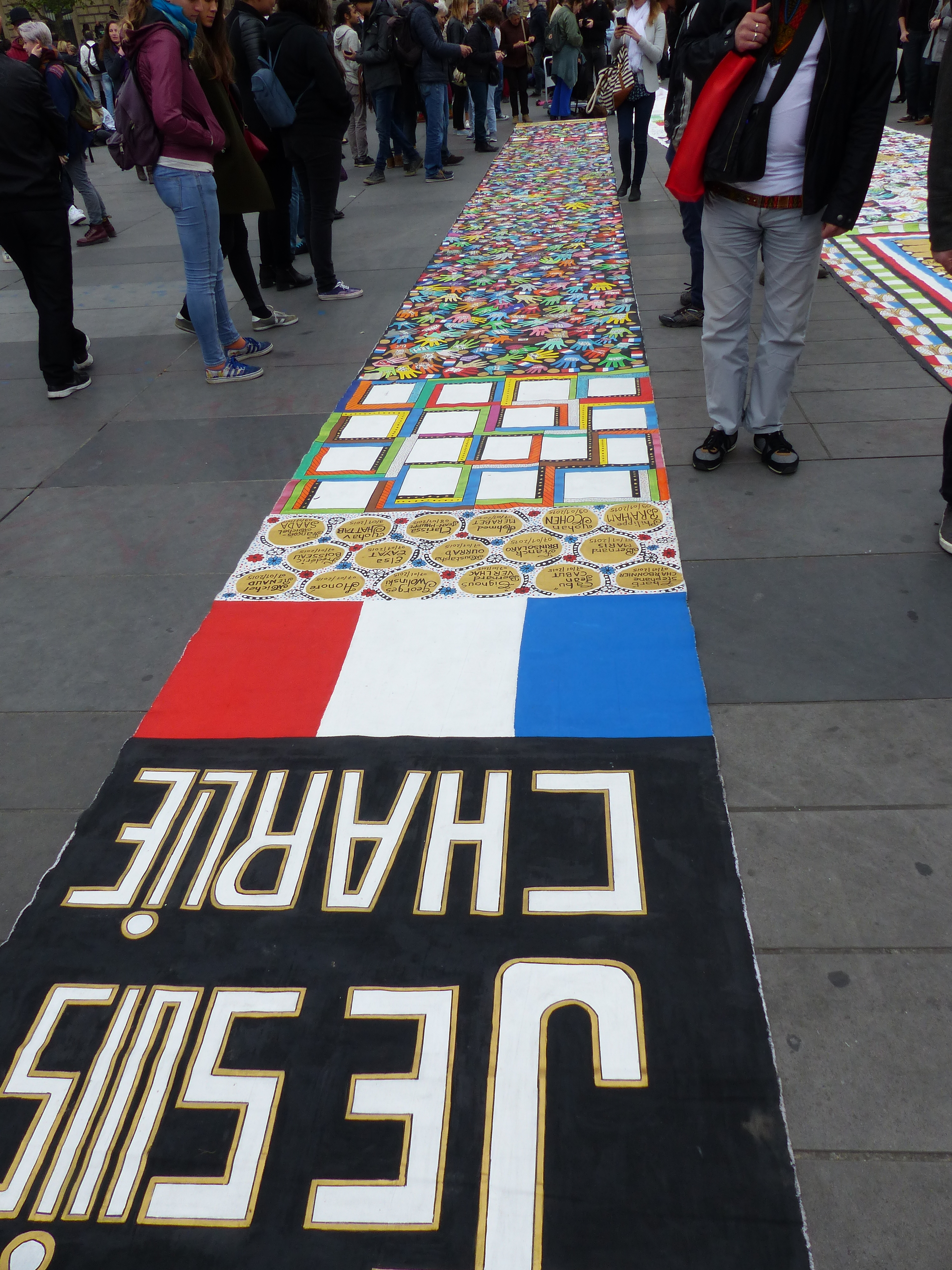
Köztársaság tér, Párizs

Aznap két fegyveres muszlim behatolt a heti értekezletet tartó szerkesztőségbe, és Allah nevében Mohamed próféta megsértéséért bosszút kiáltva tucatnyi embert (köztük két rendőrt) megölt és még két tucatnyit megsebesített.
A támadás után az újságot a francia kulturális miniszter, Fleur Pellerin egymillió euróval támogatta, mert a korábban kiadott hatvanezer példánynak csak körülbelül a felét tudták eladni, így csődhöz közeli helyzetben voltak. A merénylet után egy héttel a lap ötmillió példányban, 16 nyelven jelent meg, címlapján Mohamed prófétát ábrázolva, amint egy „Je suis Charlie” (Charlie vagyok) feliratú táblát tart. Ennek a számnak minden példánya elkelt, amiből körülbelül 8 millió eurós bevétele keletkezett a lapnak, amely novemberben még az alkalmazottait sem tudta kifizetni.
A támadás óta a lap meghússzorozta előfizetői számát, amely elérte a 200 ezret.

## Világszerte híressé vált karikatúrák
A merénylet után az újság világszerte híressé vált, így később Franciaországon kívül is nagy port vertek fel egyes képei.
2015 szeptemberében az újság a török partoknál vízbe fulladt 3 éves szír menekült kisfiú, Aylan al-Kurdi holttestét ábrázoló karikatúrát mutatott be, „Köszöntjük a migránsokat” és „Két gyerekmenü egy áráért” felirattal. A lap egy másik rajzot is közöl a tragédiával kapcsolatban „A keresztények a vízen járnak – a muszlim gyerekek elsüllyednek.” szöveggel.
A közel 300 halálos áldozatot követelő 2016. augusztus 24-i közép-olaszországi földrengésben elhunytakat az újság kegyeletsértő módon, „paradicsomszószos tészta”, „csőben sült tészta” és „lasagne” feliratú rajzokkal ábrázolta. A karikatúrát az olasz igazságügyi miniszter, Andrea Orlando undorítónak, Sergio Pirozzi, a földrengésben szinte elpusztult Amatrice polgármestere kellemetlennek és szégyenteljesnek nevezte.

## Fordítás
- Ez a szócikk részben vagy egészben  a   Charlie Hebdo című angol Wikipédia-szócikk ezen változatának fordításán alapul.  Az eredeti cikk szerkesztőit annak laptörténete sorolja fel. Ez a jelzés csupán a megfogalmazás eredetét és a szerzői jogokat jelzi, nem szolgál a cikkben szereplő információk forrásmegjelöléseként.